# Claude Chopier
Claude François Guillaume Gabriel Chopier , né le 18 février 1728 à Mantes-la-Jolie (Seine-et-Oise) et mort le 22 juin 1812 à Flins-sur-Seine, est un homme d'Église et homme politique, député aux États généraux de 1789.

## Biographie
Curé de Flins-sur-Seine, il est élu le 23 mars 1789 par le bailliage de Mantes et Meulan député du clergé aux États généraux, érigés par ses députés, à compter du 17 juin 1789, en Assemblée nationale constituante. 
Selon Robert et Cougny, son rôle dans l'Assemblée qui siégea jusqu'au 30 septembre 1791 fut secondaire et le Moniteur n'en a pas fait mention au cours des vingt-six mois de la mandature.

## Sources
- « Claude Chopier », dans Adolphe Robert et Gaston Cougny, Dictionnaire des parlementaires français, Edgar Bourloton, 1889-1891 [détail de l’édition] [texte sur Sycomore].